# Arcadi Gili i Garcia
Arcadi Gili i Garcia (Sabadell, Vallès Occidental, 1915 - 1991), de professió industrial tèxtil, va ser un fotògraf i cineasta català destacat tant per la qualitat tècnica i artística com per la documentació ha proporcionat la seva feina.

## Biografia
Ja de ben jove va començar a fer pel·lícules. Amb 19 anys ja n'havia gravat una i, fins i tot, havia intentat sonoritzar-la. La Guerra Civil, trunca la seva carrera cinematogràfica, ja que quan esclata ell estava fent el servei militar. Va estar tres anys al front i, quan va tornar, es va dedicar al negoci tèxtil, per tal de guanyar diners per poder-se dedicar al cinema, de manera professional. Malgrat els esforços, no va ser així, però mai va deixar de filmar. Va tocar gèneres ben diferents: ficció, reportatges, documentals i alguns films experimentals. De la seixantena de pel·lícules que va arribar a fer al llarg de la seva vida, algunes foren premiades en festivals internacionals, com:
- A.B.C. del agua (1961), medalla d'honor al Concurs Internacional de la UNICA, celebrat a Evian-les-Bains (França).
- El Molino (1961), medalla de plata al Concurs Internacional de la UNICA, celebrat a Mulhouse (França)
- Sinfonía en gris (1962), medalla d'honor al Concurs Internacional de la UNICA, celebrat a Viena.

A l'Arxiu Municipal de Palafrugell, s'hi conserva una col·lecció important de fotografies i films datats d'entre 1943 i 1965 i situats, sobretot, a l'Empordà i que mostren les formes de vida tradicionals. Alguns dels títols de pel·lícules que en destaquen són:
- Marinada (1954-1957)
- Tres playas (1955)
- Port Bo (1957)
- Calella mar plana (1956)
- Vacaciones (1958)
- Vacaciones (1959)
- Vacaciones (1964)
- Vacaciones (1965)
- Corcho (1957)
- Empúries (1943)
- La pesca de la gamba (1956)
- El Fluvià i el mar (1958)
- La pesca de les batudes (1959)[4]

Algunes d'aquestes pel·lícules s'han utilitzat en el DVD Arcadi Gili: de Sabadell a Calella de Palafrugell, L'Empordà 1940-1960 (que va aparèixer editat en un número de la revista Vèlit) o en presentacions i homenatges, com el que es va fer a Marlon Brando a Calella de Palafrugell, amb diferents actes de cinema al carrer. També se n'han reproduït fragments en programes de TV3, com a Thalassa en el programa Els sentinelles de la costa, on, a part de fragments de pel·lícules d'Arcadi Gili, es parla de la cessió de la documentació per part de la família a l'Arxiu Municipal de Palafrugell.